# 長束町 (稲沢市)
長束町（なづかちょう）は、愛知県稲沢市の地名。

## 地理

### 河川・池沼
- 福田川

### 交通
- 愛知県道136号一宮清須線
- 名鉄名古屋本線

### 施設
- 大光寺
- 長束梅公園
- 文化の丘公園
- 稲沢市民病院
- アーバンラフレ稲沢
- 長束緑道
- 本多金属工業稲沢工場
- 平凡運輸稲沢営業所

### 字一覧
- 青木田（あおきだ）[WEB 6]
- カキ田（かきだ）[WEB 6]
- 観音寺田（かんのんじだ）[WEB 6]
- 北浦（きたうら）[WEB 6]
- 座守（ざす）[WEB 6]
- 沙弥（しゃみ）[WEB 6]
- 上福寺（じょうふくじ）[WEB 6]
- 鳥居先（とりいさき）[WEB 6]
- 沼（ぬま）[WEB 6]

## 歴史

### 沿革
- 1889年（明治22年） - 中島郡長束村が一治村大字長束となる[1]。
- 1906年（明治39年） - 稲沢町大字長束となる[1]。
- 1958年（昭和33年） - 稲沢市長束町となる[1]。
- 1972年（昭和47年） - 一部が幸町に編入される[1]。
- 1972年（昭和55年） - 一部が菱町・井之口沖ノ田町・井之口鶴田町に編入される[1]。

### 人口の変遷
国勢調査による人口および世帯数の推移。
| 1995年（平成7年）  | 816世帯 2164人 |  |
| 2000年（平成12年） | 851世帯 2237人 |  |
| 2005年（平成17年） | 683世帯 1839人 |  |
| 2010年（平成22年） | 669世帯 1766人 |  |
| 2015年（平成27年） | 670世帯 1721人 |  |
| 2020年（令和2年）  | 665世帯 1629人 |  |

### WEB
1. ↑  “愛知県稲沢市の町丁・字一覧”.   人口統計ラボ. 2023年5月5日閲覧。
2. 1 2  総務省統計局 (2022年2月10日). “令和2年国勢調査の調査結果(e-Stat) - 男女別人口，外国人人口及び世帯数－町丁・字等” (CSV). 2023年8月2日閲覧。
3. ↑  “読み仮名データの促音・拗音を小書きで表記するもの(zip形式) 愛知県” (zip).   日本郵便 (2024年2月29日). 2024年3月26日閲覧。
4. ↑  “市外局番の一覧” (PDF).   総務省 (2022年3月1日). 2022年3月22日閲覧。
5. ↑  “ナンバープレートについて”.   一般社団法人愛知県自動車会議所. 2024年1月21日閲覧。
6. 1 2 3 4 5 6 7 8 9  “愛知県稲沢市長束町の住所一覧”.   ゼンリン. 2024年6月8日閲覧。
7. ↑  総務省統計局 (2014年3月28日). “平成7年国勢調査の調査結果(e-Stat) - 男女別人口及び世帯数 －町丁・字等” (CSV). 2021年7月20日閲覧。
8. ↑  総務省統計局 (2014年5月30日). “平成12年国勢調査の調査結果(e-Stat) - 男女別人口及び世帯数 －町丁・字等” (CSV). 2021年7月20日閲覧。
9. ↑  総務省統計局 (2014年6月27日). “平成17年国勢調査の調査結果(e-Stat) - 男女別人口及び世帯数 －町丁・字等” (CSV). 2021年7月21日閲覧。
10. ↑  総務省統計局 (2012年1月20日). “平成22年国勢調査の調査結果(e-Stat) - 男女別人口及び世帯数 －町丁・字等” (CSV). 2021年7月21日閲覧。
11. ↑  総務省統計局 (2017年1月27日). “平成27年国勢調査の調査結果(e-Stat) - 男女別人口及び世帯数 －町丁・字等” (CSV). 2021年7月21日閲覧。

### 書籍
1. 1 2 3 4 5  「角川日本地名大辞典」編纂委員会 1989, p. 972.